# Brandon Boyd
Pour les articles homonymes, voir Boyd.
Brandon Charles Boyd, né le 15 février 1976 à Van Nuys (Californie), est le chanteur et percussionniste (djembé) du groupe de rock alternatif Incubus.

## Incubus
Brandon Boyd passa son enfance à Calabasas en Californie.Il passa ses années d'école primaire à Calabasas et y rencontra Jose Pasillas dans les années '80. Il ne fallut pas attendre l'adolescence pour qu'il fasse partie d'un groupe dont faisaient déjà partie Jose, Mike Einziger et Alex Katunich (alias Dirk Lance). Ses facultés vocales exceptionnelles ne sont pas dues à de longues heures de cours de chant, mais bien à son côté autodidacte. Certes il prit des cours mais ceux-ci se limitèrent au nombre de deux, Brandon n'ayant plus eu assez d'argent pour se les payer. Néanmoins, il déclare y avoir appris tout ce qu'il avait besoin d'apprendre. Sa voix finit par devenir l'élément principal et essentiel du groupe et permit à ce dernier de signer un contrat en 1996 avec Sony's Epic/Immortal Records. Le groupe composa de plus en plus et finit par devenir connu dans leur voisinage.
Le choix du nom du groupe n'est dû qu'au hasard: en effet, tandis que Brandon proposa "Spiral Staircase", la proposition de Mike la supplanta. Le nom "Incubus" fut choisi au hasard dans un dictionnaire et était le nom d'un démon. Cependant, Brandon Boyd aurait déclaré que le groupe (encore ado à l'époque) avait choisi ce nom car la définition du mot contenait le mot "sexe", et ils trouvèrent ce fait amusant. Brandon mit ses autres talents au service du groupe en dessinant les affiches de concert du groupe.
Le groupe signa son contrat en 1996 avec Epic Sony. La sortie de S.C.I.E.N.C.E. ne fut remarquée qu'après le succès de la sortie de Make Yourself en 1999 et de Morning View en 2001.
Leur avant-dernier album, "A Crow Left Of The Murder" (2004), confirme le talent toujours aussi grandissant du groupe.

## Divers
- Brandon pratique également le surf (parfois accompagné de Mike Einziger, guitariste de son groupe Incubus).
- Bien qu'il aime faire de la musique, son activité préférée reste le dessin[1]. Avant que le groupe ne se décide de se consacrer pleinement à la musique, lui et Jose Pasillas étaient étudiants en art.
- Brandon a exprimé beaucoup d'idées à travers ses textes depuis les débuts d'Incubus. Il fut influencé par la consommation de marijuana à ses débuts.
- Il a publié deux livres réunissant ses dessins, notes et photos journalières : "White Fluffy Clouds" et "From The Murks of the Sultry Abyss".
- Il a l'habitude de se mettre torse nu à chaque concert d'Incubus, révélant par la même occasion ses nombreux tatouages dont il est le propre dessinateur.
- Son frère Jason est le chanteur d'Audiovent.
- Avec le single 'Megalomaniac, Brandon a commencé à jouer de la guitare pour quelques chansons du dernier album.
- Brandon est sorti avec le top model Carolyn Murphy (2002-2005), qui n'est autre que l'égérie d'Estée Lauder.
- Brandon a enregistré une version personnelle de sa chanson préférée (Alison d'Elvis Costello) pour une campagne Gap.